# Чуканов Анатолій Олексійович
Чуканов Анатолій Олексійович (10 травня 1954, Новоспасовка, Ростовська область, Росія — 12 червня 2021) — український радянський велосипедист, олімпійський чемпіон. Почесний громадянин Луганська.
Анатолій Чуканов тренувався в спортивному товаристві «Спартак» у Ворошиловграді. Золоту олімпійську медаль він здобув на монреальській Олімпіаді в складі команди СРСР у командній гонці на 100 км.